# Цуртави
Цуртави (груз. ცურტავი, азерб. Kolagir) — село Болнисского муниципалитета, края Квемо-Картли республики Грузия с 98 %-ным азербайджанским населением. Находится в юго-восточной части Грузии, на территории исторической области Борчалы.

## История
На территории села Цуртави, более известного по старому названию — Колагири, находится одноимённая крепость Колагири, возведенная супругой грузинского царя Ираклия II — последней царицей Картли и Кахетии — Дареджан, в 1788—1798 годах. Крепость квадратной планировки, с двумя входными воротами. Общая площадь крепости составляет 2000 м². Её углы построены в виде башен цилиндрической формы. В центре восточных и западных стен расположены по одной прямоугольной башне. Состоит крепость из четырёх этажей, первая из которых представляет собой оборонное помещение с множеством складов для оружия. Три остальных этажа кроме оборонной функции служили также жилыми помещениями.

## Изменения топонима
В 1990—1991 годах, в результате изменения руководством Грузии исторических топонимов населённых пунктов этнических меньшинств в регионе, название села Колагир («азерб. Kolagir») было изменено на его нынешнее название — Цуртави.

## География
Село находится на левом берегу реки Храми, в 17 км от районного центра Болниси, в 7 км от дороги Марнеули - Болниси, на высоте 470 метров от уровня моря.
Граничит с городом Марнеули (Марнеульский муниципалитет), поселком Тамариси, с селами Нахидури, Паризи, Хидискури, Мухрана, Саванети, Хатавети, Земо-Аркевани, Самтредо, Мцкнети, Чапала и Рачисубани Болнисского Муниципалитета, а также с селами Хаиши, Мухати, Патара-Дурнуки и Котиши Тетрицкаройского муниципалитета.

## Население
По данным Государственного статистического комитета Грузии, согласно официальной переписи 2002 года, численность населения села Цуртави составляет 2319 человек и на 98 % состоит из азербайджанцев.

## Экономика
Население в основном занимается овцеводством, скотоводством и овощеводством.

## Достопримечательности
- Средняя школа[11]- построена в 1921 году.[8]
- Маркет[12]

## Известные уроженцы
- Поэты — Мухаммед Рзазаде, Амираслан Алиев, Хаваханым, Муслюм Гусейнов, Гусейнали Мамедов, Ядигяр Алиев;[8]
- Газанфар Аллазов — учёный;[8]
- Шураддин Мамедли — профессор, поэт, Борчалывед, автор книг: «Разделенный Борчалы», «Литературная среда в Борчалы», «Борчалинская ветвь азербайджанской литературы» и др., кавалер ордена «Слава» Азербайджанской Республики.[8]